# 孫紘
孫紘（1444年—？），字文冕，浙江寧波府鄞縣人，民籍，明朝政治人物。同進士出身。

## 生平
早年出身國子生，浙江鄉試第五十一名舉人。成化十四年（1478年），登戊戌科會試第一百三十六名，殿試登第三甲第五十名進士，授監察御史。因姜綰事連坐，貶為膠州判官，升廣德州知州，卒於任上。

## 家族
曾祖孫傅祖，曾任教諭。祖父孫恒生。父孫尚瑛。母祝氏。永感下。娶张氏。